# نورمحمد درپور
نورمحمد دُرپور (۱۳۱۰، روستای سرخ‌سرا،تایباد- ۲۸ اسفند ۱۳۹۳، تربت جام) خوانندۀ ایرانی در خطۀ خراسان بود. درپور در روستای «سرخ سرا» از توابع «باخرز» منطقه تربت جام زاده شد. او آموزش دوتار و روایت‌های حماسی و تغزلی موسیقی منطقه خراسان را نزد استادان نامی منطقه (حاج جهانگیر خان، حاج مرتضی پری، حاج عبدالحمید رسولی، ملا دادخدا کبودانی و ملا یاسین مریدار نعمت الله خلیلی ) فرا گرفت و پس از آن زندگی خود را وقف موسیقی عرفانی خراسان کرد.
وی در پاییز ۱۳۹۳، به علّت درمان تودۀ سرطان رودۀ بزرگ خود، در بیمارستان بستری شد و در حین شیمی درمانی، دچار عارضه قلبی و مغزی شد و در نهایت، در روز ۲۸ اسفند سال ۱۳۹۳ در روستای یادگار تربت جام درگذشت.

### اجراها و آثار
اجرای او در جشنواره موسیقی مقدس برلین (۲۰۰۲)
آلبوم موسیقی تربت جام 
اجرای تصویری «غزل کوچه باغی  باش تا حسن نگارم خیمه بر صحرا زند» 